# Spoorlijn Saint-Martin-d'Écublei - Conches
De Spoorlijn Saint-Martin-d'Écublei - Conches was een Franse spoorlijn van Saint-Martin-d'Écublei naar Conches-en-Ouche. De lijn was 32,5 km lang en heeft als lijnnummer 398 000.

## Geschiedenis
De lijn werd geopend door de Compagnie des chemins de fer de l'Ouest op 5 november 1866. Reizigersverkeer werd opgeheven op 1 juli 1939. Goederenverkeer tussen Lyre en Conches was er tot 31 december 1971, tussen Rugles-Bois-Arnault en Lyre tot 28 mei 1989 en tussen Saint-Martin-d'Écublei en Rugles-Bois-Arnault tot 31 mei 1991. Daarna is de lijn volledig opgebroken.

## Aansluitingen
In de volgende plaatsen is of was er een aansluiting op de volgende spoorlijnen:
Saint-Martin-d'Écublei
RFN 395 000, spoorlijn tussen Sain-Cyr en Surdon
Conches
RFN 366 000, spoorlijn tussen Mantes-la-Jolie en Cherbourg
RFN 399 300, raccordement van Mesnil-Gal